# The Sound of a Voice
The Sound of a Voice est un opéra de chambre en un acte et deux parties, pour voix (un homme et une femme) et petit ensemble, composé en 2003 par Philip Glass, sur un livret de David Henry Hwang (en) d'après sa pièce de théâtre. Commande de l'American Repertory Theater de Cambridge (Massachusetts), la première mondiale de l'œuvre a eu lieu le 24 mai 2003 sous la direction musicale d'Alan O. Johnson,, et la mise en scène de Robert Woodruff.
L’œuvre est ensuite jouée au Court Theatre (en) de l'université de Chicago le 25 septembre 2003, au Teatro Regio de Turin le 13 janvier 2005 pour la première européenne, à l'Opera (en) de Long Beach le 18 novembre 2006, à l'Opera Theater (en) de Pittsburgh (Musée Andy Warhol), à l'occasion du Theater's Fusion Festival, le 26 avril 2007 et à l'Arcola Theatre (en) de Londres, à l'occasion du Grimeborn Opera Festival (en), le 23 août 2012 pour la première anglaise,,.

## Conception
Le livret comprend deux parties qui sont comme un écho aux sources d’inspiration de David Henry Hwang : les films de Masaki Kobayashi et Masahiro Shinoda, les histoires de Yukio Mishima et de Yasunari Kawabata (notamment le roman Les Belles Endormies que Hwang a adapté pour le théâtre en 1983, sous le titre The House of Sleeping Beauties (en), et qui a donné la trame de la deuxième moitié de l’opéra, House of Dreams).
Ces deux pièces sont bien distinctes mais partagent les mêmes structures et les mêmes thèmes. Chacune en effet présente une rencontre austère et sinistre entre un homme et une femme. Chaque personnage a un but précis qu'il cache à l'autre. Lorsque, de manière inattendue, il tombe amoureux, il a du mal à saisir ce qui est le plus important, les sentiments qu’il commence d'éprouver pour l’autre ou son plus grand objectif, qu’il soit d'exploiter ou de détruire l'autre.

## Personnages
| Rôle                                 | Type de voix  | Distribution à la création, 24 mai 2003 Direction : Alan O. Johnson |
| ------------------------------------ | ------------- | ------------------------------------------------------------------- |
| The mysterious witch (Hanako)        | soprano       | Suzan Hanson                                                        |
| The curious samurai                  | baryton-basse | Herbert Perry                                                       |
| The madam (Michiko)                  | mezzo-soprano | Janice Felty (en)                                                   |
| The obsessed writer (Kenji Yamamoto) | bariton       | Eugene Perry                                                        |

## Argument et structure
Deux histoires du Japon moderne, de l'isolement d'une forêt mythique à la métropole animée de Tokyo. Hantés par les fantômes du passé, deux couples essaient de se libérer de toute une vie de désir et de perdition.
- Première partie: The Sound of a Voice (9 scènes)

Un samouraï vieillissant erre au fin fond d'une forêt. Il trouve refuge dans une maison habitée par une femme, étrangement experte dans l'art du Kendo, dont il accepte l'hospitalité. Elle vit comme un ermite et n'a de tendresse que pour ses fleurs qu'elle décrit comme sa «famille». Malgré l'amitié naissante, une lutte ambiguë ne tarde pas à s'engager entre eux. C'est à qui prendra le dessus sur l'autre. Lui, le guerrier habitué au maniement du sabre, n'a-t-il pas été envoyé pour la tuer ? Fasciné maintenant par la beauté de son hôte, ne devient-il pas son prétendant ? Et elle, pourquoi lui demande-t-elle instamment de rester si ce n'est pour pouvoir l'emprisonner à jamais, comme les visiteurs précédents, dont le seul vestige est le son de leur voix piégé dans les pétales de ses fleurs ? Ou bien a-t-elle réellement l'intention de l'aimer ? La frontières entre héroïsme et lâcheté se brouillent. Il décide finalement de partir puis, se sentant coupable, revient sur ses pas. Trop tard: la mystérieuse femme s'est pendue.
- Deuxième partie: House of Dreams (4 scènes)

Un japonais, veuf de 72 ans, qui se présente comme un romancier, se rend dans un bordel. Destinée aux vieillards en mal de leur jeunesse perdue, c’est en réalité une étrange maison close où la maquerelle propose aux clients de passer la nuit avec ses filles qui, préalablement endormies par une puissante potion, ne les verront jamais. Le vieil écrivain n’a tout d’abord que du mépris pour ces étranges pratiques. Il a d’ailleurs l’intention d’écrire un rapport sur l’établissement, menaçant ainsi le gagne-pain de sa tenancière. Mais, lentement, il succombe à son charme et finit par lui confier, soir après soir, ses rêves, ses fantasmes et surtout sa peine profonde causée par le suicide de son ami Mishima. Au fil de ses visites régulières, il devient totalement dépendant d’elle. Celle-ci l’aidera à trouver le sommeil définitif dans lequel, à la demande de l’écrivain, elle acceptera de sombrer avec lui.